# ثندرهارت
ثندرهارت (بالإنجليزية: Thunderheart)‏ هو فيلم أمريكي أنتج عام 1992، من إخراج مايكل أبتيد، وقام بكتابته جون فوسكو.

## روابط خارجية
- ثندرهارت على موقع IMDb (الإنجليزية)
- ثندرهارت على موقع روتن توميتوز (الإنجليزية)
- ثندرهارت على موقع نتفليكس (الإنجليزية)
- ثندرهارت على موقع ألو سيني (الفرنسية)
- ثندرهارت على موقع Turner Classic Movies (الإنجليزية)
- ثندرهارت على موقع أول موفي (الإنجليزية)
- ثندرهارت على موقع بوكس أوفيس موجو (الإنجليزية)
- ثندرهارت على موقع فيلمافينيتي (الإسبانية)
- ثندرهارت على موقع قاعدة بيانات الأفلام السويدية (السويدية)
- ثندرهارت على موقع قاعدة بيانات الفيلم (الإنجليزية)